# Aditi

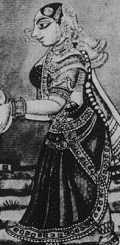
deusa Aditi

Aditi (lit. "sem amarras"), na mitologia hindu, é uma deusa, mãe dos aditias, o grupo de deuses que se diz sustentarem toda a existência. É citada pela primeira vez no Rigueveda, onde é descrita como luminosa, apoiante de todas as criaturas. Pode ser invocada pela manha, no meio dia e no pôr-do-sol.